# Marie Le Vern
Pour les articles homonymes, voir Le Vern.
Marie Le Vern, née le 11 janvier 1983 à Bois-Guillaume, est une femme politique française.
Membre du PS, elle a été députée de la 6e circonscription de la Seine-Maritime de 2015 à 2017.

## Biographie

### Famille, enfance et jeunesse
Native du Pays de Bray, Marie Le Vern est la fille de l'homme politique normand Alain Le Vern. Elle étudie au lycée Georges Brassens de Neufchâtel-en-Bray et pratique le judo en compétition. 

### Études et carrière professionnelle
Elle est diplômée en droit de l'université d'Assas[réf. nécessaire].
Elle travaille dans le secteur privé[réf. nécessaire] avant de devenir, en 2013, l'assistante parlementaire de Marie-Françoise Gaouyer.
Elle est depuis septembre 2017, directrice dans le Groupe SOGARIS s'occupant des relations institutionnelles, de la communication, du marketing et de la stratégie RSE.

### Carrière politique
Elle voit dans son père son « mentor » en politique. Investie par le PS, elle est candidate suppléante aux élections législatives de 2007 dans la 12e circonscription de la Seine-Maritime ; elle est battue par Michel Lejeune.
Élue conseillère générale du canton de Blangy-sur-Bresle en 2011, un canton détenu par la droite depuis 25 ans, elle devient la benjamine de l'assemblée départementale. Elle occupe le poste de vice-présidente du conseil général de la Seine-Maritime à compter du 22 janvier 2014. En mars 2014, elle est élue conseillère municipale d'opposition à Blangy-sur-Bresle, mandat qu'elle quitte à la suite son accession au mandat de députée en août 2015. Elle est réélue en mars 2015, conseillère départementale du nouveau canton d'Eu en binôme avec Didier Régnier, maire de Saint-Rémy-Boscrocourt.
Fin août, elle remplace à l'Assemblée Sandrine Hurel, sa belle-mère, dont elle était la suppléante, en raison de la prolongation de la mission de Sandrine Hurel sur la politique vaccinale française. Cette passation de pouvoir permet au Parti socialiste d'éviter une élection législative partielle et est commentée de manière critique dans la presse et par l'opposition politique,.
Fin 2016, elle est investie par le PS pour être candidate à sa propre succession aux législatives de 2017.
En 2016, elle soutient Manuel Valls et devient l'une de ses huit porte-paroles de campagne pour la primaire citoyenne de 2017.
À l'occasion des élections législatives de 2017, elle se présente à un second mandat en portant l'étiquette socialiste. Avec moins de 10 % des voix, elle est battue dès le premier tour. Pour le second tour, elle appelle à voter pour Philippe Dufour (LREM) face au maire communiste de Dieppe Sébastien Jumel.

## Synthèse des mandats

### Mandats locaux
- Conseillère municipale de Blangy-sur-Bresle jusqu'en 2015
- Conseillère générale du Canton de Blangy-sur-Bresle de 2011 à 2015
- Conseillère départementale du canton d'Eu, en binôme avec Didier Régnier, maire de Saint-Rémy-Boscrocourt de 2015 à 2021
- Conseillère régionale de Normandie depuis 2021 (Liste des conseillers régionaux du département du Calvados)

### Mandats nationaux
- Députée de la sixième circonscription de la Seine-Maritime du 28 août 2015 au 20 juin 2017

### Au sein du Parti socialiste
- Présidente du Conseil national en binôme avec Luc Broussy[12]